# Tadeusz Łada-Bieńkowski (1886–1932)

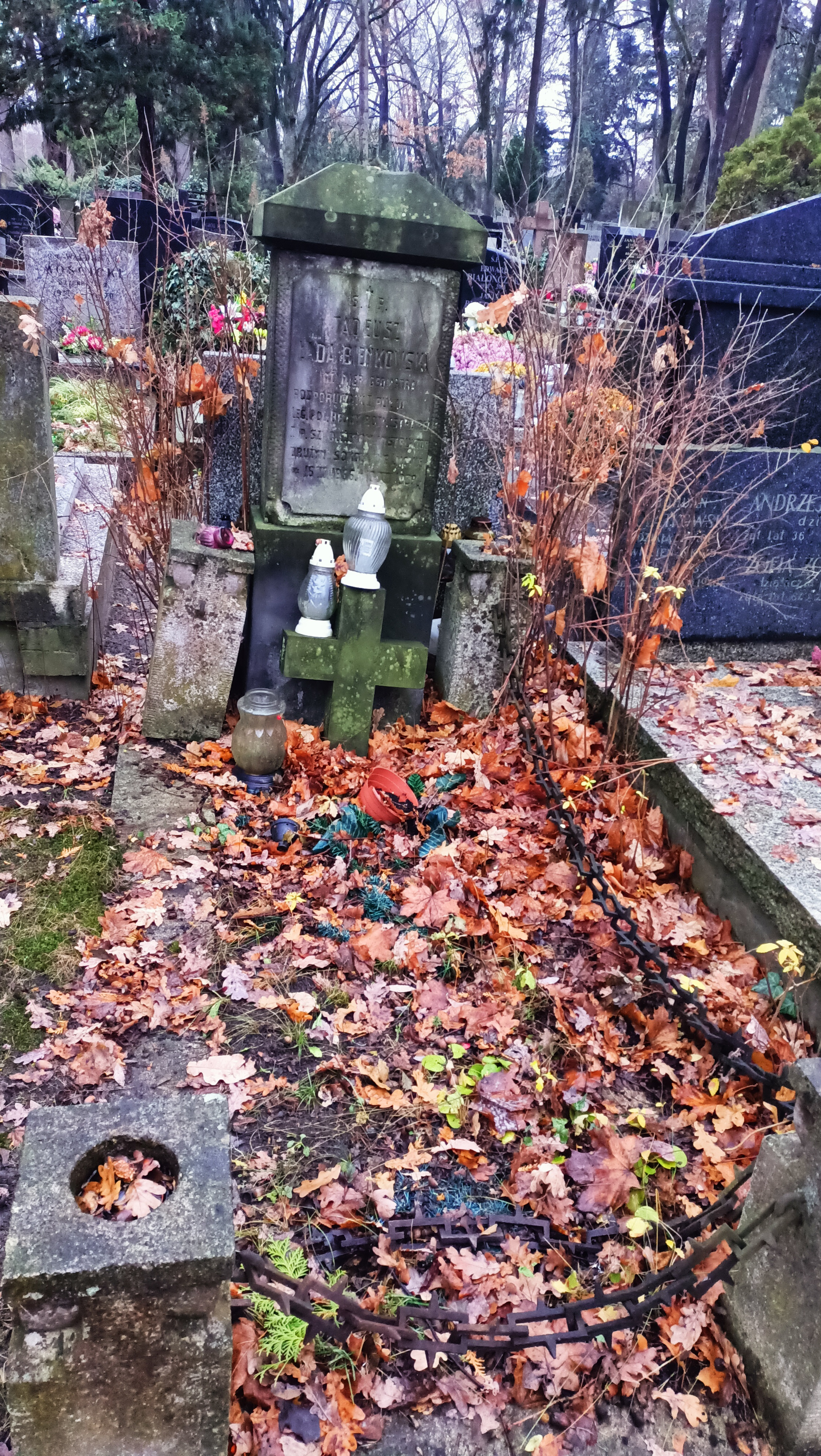
Grób Tadeusza Łady-Bieńkowskiego na Cmentarzu Wojskowym na Powązkach

Tadeusz Łada-Bieńkowski, ps. Łada (ur. 16 lutego 1886 we Lwowie, zm. 13 grudnia 1932 w Warszawie) – rotmistrz Wojska Polskiego, działacz niepodległościowy.

## Życiorys
Urodził się 16 lutego 1886 we Lwowie, w rodzinie Feliksa i Stanisławy z domu Góra. Przed I wojną światową należał do Towarzystwa Gimnastycznego „Sokół” Macierz we Lwowie. Był instruktorem i członkiem oddziału konnego „Sokoła” (Gniazdo nr III na Zamarstynowie).
4 sierpnia 1914 razem z oddziałem konnym „Sokoła” pod dowództwem Marcelego Śniadowskiego przybył do Krakowa. 10 sierpnia tego roku w Miechowie został wyznaczony na stanowisko podoficera w I plutonie oddziału Śniadowskiego (później „oddział konny Wąsowicza”, a od 27 sierpnia 1. szwadron jazdy Władysława Belina-Prażmowskiego). W szwadronie obywatela Beliny został wyznaczony na stanowisko dowódcy patrolu w II plutonie Mariusza Zaruskiego. 23 listopada 1915 jest już wachmistrzem szefem 1. szwadronu por. Stanisława Grzmot-Skotnickiego w dywizjonie jazdy (15 stycznia 1915 rozwiniętym w 1 Pułk Ułanów). Od 4 sierpnia 1916 dowodził II plutonem 3. szwadronu 1 puł. W czasie służby w Legionach awansował na kolejne stopnie w kwalerii: kaprala, wachmistrza (5 maja 1915), chorążego (1 listopada 1916) i podporucznika (1 kwietnia 1917).
17 grudnia 1918 został przyjęty do Wojska Polskiego z zatwierdzeniem awansu na porucznika ogłoszonego w rozkazie ówczesnego generała majora Edwarda Śmigły-Rydza.
1 kwietnia 1920 był odnotowany w ówczesnym Szpitalu Okręgowym nr 1 na Mokotowie w Warszawie jako oficer prowiantowy. 27 sierpnia 1920 został zatwierdzony z dniem 1 kwietnia 1920 w stopniu rotmistrza, w kawalerii, w grupie oficerów byłych Legionów Polskich. Jego oddziałem macierzystym był nadal 1 pszwol. 1 czerwca 1921 nadal pełnił służbę w Szpitalu Mokotowskim, a jego oddziałem macierzystym był 1 Pułk Strzelców Konnych. 1 listopada 1921 został przeniesiony do rezerwy. 8 stycznia 1924 został zatwierdzony w stopniu rotmistrza ze starszeństwem z 1 czerwca 1919 i 208. lokatą w korpusie oficerów jazdy. Posiadał przydział w rezerwie do 1 psk w Garwolinie.
Zmarł 13 grudnia 1932 „po długich i ciężkich cierpieniach”. Trzy dni później został pochowany na Cmentarzu Wojskowym na Powązkach (kwatera B 19, rząd 5, miejsce 23).

## Ordery i odznaczenia
- Krzyż Niepodległości – 24 października 1931 „za pracę w dziele odzyskania niepodległości”[22]
- Krzyż Walecznych[4][23]
- Medal Pamiątkowy za Wojnę 1918–1921[4]
- Medal Dziesięciolecia Odzyskanej Niepodległości[4]